# Ligne d'Audun-le-Tiche à Hussigny-Godbrange
La ligne d'Audun-le-Tiche à Hussigny-Godbrange est une ligne ferroviaire française de la région Lorraine, à écartement standard et à voie unique. Elle est située à cheval sur les départements de la Moselle et de Meurthe-et-Moselle et constituait la ligne 196 000 du réseau ferré national (ligne 372 de l'ancien réseau Est de la SNCF).
Elle acheminait un trafic fret important alimenté par les nombreux embranchements miniers à voie normale ou à voie étroite qui jalonnaient le parcours.

## Historique

### Ouvertures
La ligne d'Audun-le-Tiche à Rédange (Moselle) Aldergrund est mise en service le 1er avril 1880. 
Elle est prolongée de Rédange à Hussigny-Godbrange en 1917.

### Fermetures et déclassements
Le service des voyageurs est supprimé sur l'ensemble de la ligne le 15 mai 1937.
Le 22 mai 1966 a lieu la fermeture du service des marchandises entre Rédange et Hussigny-Godbrange. Elle est suivie par le déclassement (PK 0,150 à 0,841) du raccordement d'Audun-le-Tiche, avec la ligne de Fontoy à Audun-le-Tiche, le 19 octobre 1967. Le déclassement du tronçon de Rédange et Hussigny-Godbrange (PK 4,950 à 7,675), est effectif le 27 juillet 1969.
Entre Audun-le-Tiche et Rédange la ligne reste exploitéee pour des circulations de trains de marchandises jusqu'au 31 juillet 1987. Ce dernier tronçon est déclassé (PK 0,000 à 4,950) le 11 juillet 1994.

## Caractéristiques

### Tracé
C'était une ligne à voie unique à mauvais profil, les déclivités atteignaient 15 ‰, nécessitant l'utilisation du « frein de montagne ».

### Gares
La ligne comportait trois gares : Audun-le-Tiche, Rédange et Hussigny-Godbrange.